# Romeo's Dad
Romeo's Dad (O Pai de Romeu, em livre tradução) é o título de um filme mudo estadunidense de 1919, baseado na obra Romeu e Julieta, de William Shakespeare.
O filme fez parte de uma série de películas produzida pela associação Stage Women's War Relief Fund (Fundo de Assistência de Guerra das Atrizes, em livre tradução).